# Hideki Matsuyama
Hideki Matsuyama, född 1992, är en japansk professionell golfspelare som spelar på den amerikanska PGA-touren. Matsuyama har vunnit fem gånger på PGA-touren, och han har även vunnit Asian Amateur Championship 2010 och 2011. Den 19 juni 2017, efter sin andraplats i US Open, blev Matsuyama rankad 2:a på världsrankningen. I april 2021 vann han The Masters i Augusta, USA, och blev därmed den första japanen på herrsidan att vinna en majortävling i golf.

## Bakgrund
Matsuyama föddes 25 februari 1992 i Matsuyama, Japan och började 2010 studera vid Tohoku Fukushi University i Sendai. Matsuyama vann 2010 Asian Amateur Championship med en avslutande runda på 67 slag (-4 under par), vilket gav honom en plats i US Masters 2011, och han blev även den första japanska amatören att spela tävlingen. Han var den enda amatören att klara kvalgränsen och blev således den bästa amatören i startfältet, vilket gjorde att han tilldelades "The Silver Cup".
År 2011 lyckades Matsuyama försvara sin titel i Asian Amateur Championship och i november samma år vann han Mitsui Sumitomo VISA Taiheiyo Masters på den Japanska Golftouren.
I augusti 2012 blev Matsuyama rankad som världens bästa amatör.

## Karriär
Matsuyama blev proffs 2013 och vann Tsuruya Open på den Japanska Golftouren, vilket blev hans andra vinst i en professionell golftävling. Tre veckor senare vann han Diamond Cup Golf, även den på den Japanska Golftouren. Han slutade på en delad 10:e plats i US Open samma år, för att sedan vinna sin fjärde seger på Japanska Golftouren, Fujisankei Classic. Han vann i december samma år Casio World Open, vilket ledde till att han blev den första amatören att leda den Japanska penningligan.
År 2014 kvalificerade sig Matsuyama till den amerikanska PGA-touren genom inspelade pengar han vunnit på sju PGA Tour-tävlingar.
Matsuyama vann sin första PGA Tour-tävling i maj 2014 på Muirfield Village och Nicklaus Memorial Tournament och vann över Kevin Na i ett särspel. Matsuyama slutade säsongen på en 28:e plats på FedEx rankning. Han gick sedan vidare och vann Dunlop Phoenix på den Japanska Golftouren, vilket blev hans andra seger för året och hans sjätte på den Japanska touren.

### 2016
Matsuyama vann i februari Waste Management Phoenix Open, hans andra seger på PGA-touren, vilket skedde genom att besegra Rickie Fowler i ett särspel. Vinsten flyttade upp honom till en 12:e plats på världsrankningen. Åtta månader senare vann Matsuyama Japan Open, hans sjunde på den Japanska Golftouren. Senare samma månad vann Matsuyama sin hittills största seger i WGC-HSBC Champions, vilket även gjorde honom till den första från Japan att vinna en WGC-tävling. Segern flyttade honom upp till en 6:e plats i världen.
Den 13 november 2016 vann han sin andra seger i Taiheiyo Masters, vilket blev hans tredje seger på fyra veckor.

### 2017
I februari vann Matsuyama sin andra seger i Waste Management Phoenix Open, en titel han försvarade genom att besegra Webb Simpson i ett särspel. Han slutade även på en delad andraplats i US Open på Erin Hills 2017. I augusti samma år vann Matsuyama sin andra WGC-tävling genom WGC-Bridgestone Invitational, där han spelade sista rundan på 61 slag, som även var tangerat banrekord, och vann med fem slag över tvåan Zach Johnson.
Matsuyama representerade det internationella laget i Presidents Cup, där han besegrade Justin Thomas i den avslutande singelmatchen.

### 2018
Matsuyama inledde året med en fjärdeplats i Sentry Tournament of Champions, efter en avslutande runda på 66 slag.

### 2021
Matsuyama vinner årets första major, The Masters, på Augusta National i USA. Han vinner med 1 slag på 10 slag under par. Det blir hans första majorvinst i karriären. 

### 2024
Matsuyama tog OS-brons vid olympiska sommarspelen 2024, två slag efter vinnaren Scottie Scheffler. 

## Vinster som amatör
- 2010 Asian Amateur Championship
- 2011 Japan Collegiate Championship, World University Games, Asian Amateur Championship
- 2012 Japan Collegiate Championship

## Professionella segrar
| No. | Datum       | Tävling                           | Resultat        | Mot par | Segermarginal | Runner(s)-up                  |
| --- | ----------- | --------------------------------- | --------------- | ------- | ------------- | ----------------------------- |
| 1   | 1 Jun 2014  | Memorial Tournament               | 70-67-69-69=275 | -13     | Särspel       | Kevin Na                      |
| 2   | 7 Feb 2016  | Waste Management Phoenix Open     | 65-70-68-67=270 | -14     | Särspel       | Rickie Fowler                 |
| 3   | 30 Okt 2016 | WGC-HSBC Champions                | 66-65-68-66=265 | -23     | 7 slag        | Daniel Berger, Henrik Stenson |
| 4   | 5 Feb 2017  | Waste Management Phoenix Open (2) | 65-68-68-66=267 | -17     | Särspel       | Webb Simpson                  |
| 5   | 6 Aug 2017  | WGC-Bridgestone Invitational      | 69-67-67-61=264 | -16     | 5 slag        | Zach Johnson                  |

Resultat i särspel på PGA Tour (3–0)

### Japan Golf Tour
| No. | Datum       | Tävling                                           | Resultat        | Mot par | Segermarginal | Runner(s)-up                                  |
| --- | ----------- | ------------------------------------------------- | --------------- | ------- | ------------- | --------------------------------------------- |
| 1   | 13 Nov 2011 | Mitsui Sumitomo Visa Taiheiyo Masters(som amatör) | 71-64-68=203    | -13     | 2 slag        | Toru Taniguchi                                |
| 2   | 28 Apr 2013 | Tsuruya Open                                      | 69-63-68-66=266 | -18     | 1 slag        | David Oh                                      |
| 3   | 2 Jun 2013  | Diamond Cup Golf                                  | 71-69-68-71=279 | -9      | 2 slag        | Brendan Jones, Park Sung-joon, Kim Hyung-sung |
| 4   | 8 Sep 2013  | Fujisankei Classic                                | 66-70-66-73=275 | -9      | Särspel       | Park Sung-joon, Hideto Tanihara               |
| 5   | 1 Dec 2013  | Casio World Open                                  | 72-66-68-70=276 | -12     | 1 slag        | Yuta Ikeda                                    |
| 6   | 23 Nov 2014 | Dunlop Phoenix                                    | 68-64-67-70=269 | -15     | Särspel       | Hiroshi Iwata                                 |
| 7   | 16 Oct 2016 | Japan Open Golf Championship                      | 71-70-65-69=275 | -5      | 3 slag        | Yuta Ikeda, Lee Kyoung-hoon                   |
| 8   | 13 Nov 2016 | Mitsui Sumitomo Visa Taiheiyo Masters (2)         | 65-66-65-69=265 | -23     | 7 slag        | Song Young-han                                |

## Resultat i majors
| Mästerskap            | 2011  | 2012 | 2013 | 2014 | 2015 | 2016 | 2017 | 2018 |
| --------------------- | ----- | ---- | ---- | ---- | ---- | ---- | ---- | ---- |
| Masters Tournament    | T27LA | T54  | DNP  | CUT  | 5    | T7   | T11  |      |
| U.S. Open             | DNP   | DNP  | T10  | T35  | T18  | CUT  | T2   |      |
| The Open Championship | DNP   | DNP  | T6   | T39  | T18  | CUT  | T14  |      |
| PGA Championship      | DNP   | DNP  | T19  | T35  | T37  | T4   | T5   |      |

LA = Lägsta amatör
DNP = Did not play
CUT = Missad kvalgräns
"T" indikerar delning.